# هندی (فیلم ۲۰۰۱)
هندی (به هندی: Indian) فیلمی است محصول سال ۲۰۰۱ و به کارگردانی ان. ماهاراجان است. در این فیلم بازیگرانی همچون سانی دئول، شیلپا شتی، راهول دو، موکش ریشی، دنی دنزونگپا، راج بابار، اوم پوری، مالایکا آرورا خان، شاکتی کاپور، ریما لاگو ایفای نقش کرده‌اند.
این فیلم در ایران با نام وظیفه‌شناس دوبله و پخش شده‌است.